# 井上雪子 (イラストレーター)
井上 雪子（いのうえ ゆきこ、1979年 - ）は、日本の映像作家・アニメーター・イラストレーターである。広島県出身。

## 概要
1979年、広島県に生まれる。広島市立大学美術学部デザイン工芸科・視覚造形専攻卒。高校の美術嘱託講師を経て、子供向けコンテンツの企画、イラスト、キャラクター、アニメーションを制作。
2003年から2013年まで、秋元きつねとのユニット「ノラビット！」としても活動していた。

## 作品

### アニメーション

#### みんなのうた
- ◆は、5分間1曲枠の楽曲（ロングのうた）。
- 1.夢をかなえよう / こんのひとみ（2006年2月・3月放送）◆
- 2.あさな ゆうな / 城南海（2009年8月・9月放送）
- 3.ピースフル! / ピース×ピース（2011年4月・5月放送）◆
- 4.6さいのばらーど / ゆーゆ（2012年2月・3月放送）
- 5.カタツムリ、カタオモイ / Naomile（2013年6月・7月放送）
- 6.恋なんです / ピクソン（2015年4月・5月放送）

### イラスト
イキだね!わたしの東京時間 - MAPイラスト。

### 絵本
さいとう いんこ（2012年8月）『6さいのばらーど : NHKみんなのうた』ドレミファ、ISBN 978-4-86095522-9。